# Халандри
Халандри (на гръцки: Χαλάνδρι, катаревуса Χαλάνδριον, Халандрион) е град в Гърция. Населението му е 71 684 жители (2001 г.), а площта 10,805 km2. Намира се в часова зона UTC+2. Пощенският му код е 152 xx, телефонният 210, а кодът на МПС Z. Смята се за предградие на столицата Атина и е разположен в северната част на Атинския метрополен район. В административно отношение е самостоятелен дем в област Атика.